# كينت لارسون
كينت لارسون (بالسويدية: Kent Larsson)‏ هو منافس ألعاب قوى سويدي، ولد في 10 يونيو 1963 في إوسترسوند في السويد.

## وصلات خارجية
- كينت لارسون على موقع الاتحاد الدولي لألعاب القوى (الإنجليزية)
- كينت لارسون على موقع اللجنة الأولمبية الدولية (الإنجليزية)
- كينت لارسون على موقع أوليمبيديا (الإنجليزية)
- كينت لارسون على موقع اللجنة الأولمبية السويدية (السويدية)